# منصف لوسلاتی
منصف لوسلاتی (انگلیسی: Moncef Loueslati؛ زادهٔ ۲۸ نوامبر ۱۹۴۳) بازیکن هندبال اهل تونس بود.